# Proporus brochii
Proporus brochii is een primitieve ongewervelde uit de familie Proporidae.
De wetenschappelijke naam van de soort werd in 1946 gepubliceerd door Einar Westblad.